# Nicolò Bona
Nicolò Bona Vucicevich, in croato Nikola Bona Vucicević (Ragusa, 1600 – Bosnia, 16 agosto 1678), è stato un politico dalmata.
Resse le sorti di Ragusa successivamente al disastroso terremoto del 1667, tanto da esser considerato un novello padre della patria. Morto in Bosnia prigioniero dei dominatori ottomani, in suo onore vennero decretate esequie pubbliche e venne eretta nella sala del Maggior Consiglio della Repubblica una targa. Scrisse in illirico: »L Erodiade*, poemetto inedito in tre canti — due componimenti, uno sul terremoto di Ragusa impresso in Ancona nel 1667, e l'altro sul di lei risorgimento — alcune canzoni, la vita della SS. Vergine, la genealogia della famiglia Bona, la descrizione geografica dello stato Raguseo in latino, stampata per cura di Michiele Sorgo insieme col commentario del Tuberone, Delineò oltre a ciò a quell'epoca la sua »Praxis judiciaria juxta Stylum Curiae Ragusinae etc." 1671, più tardi stampata dall'Occhi, e che servì allora e poi sempre di norma nel disbrigo delle pubbliche faccende.